# Jean Cordelle
Jean Cordelle est un homme politique français né le 1er juillet 1871 au Creusot (Saône-et-Loire) et décédé le 1er avril 1935 à Chalon-sur-Saône (Saône-et-Loire).

## Biographie
Ingénieur, il est directeur des usines Schneider au Creusot. Il est député de Saône-et-Loire de 1919 à 1924, inscrit au groupe des Républicains de gauche. Battu lors des élections de 1924, il reprend son travail aux établissements Schneider.

## Sources
- « Jean Cordelle », dans le Dictionnaire des parlementaires français (1889-1940), sous la direction de Jean Jolly, PUF, 1960 [détail de l’édition]